# Pelophylax fukienensis
Pelophylax fukienensis är en groddjursart som först beskrevs av Pope 1929.  Pelophylax fukienensis ingår i släktet Pelophylax och familjen egentliga grodor. IUCN kategoriserar arten globalt som livskraftig. Inga underarter finns listade i Catalogue of Life.